# Cynthia Harvey
Cynthia Harvey est une danseuse américaine née le 27 mai 1957. Elle a notamment été danseuse étoile pour l'American Ballet Theatre ainsi que pour le Royal Ballet.
Elle est mariée au réalisateur de documentaires Christopher Murphy depuis 1990, et a eu un enfant de lui.

## Biographie
La découverte de la danse
Cynthia Harvey commence à s'intéresser très jeune à la danse, après avoir vu Margot Fonteyn et Rudolf Noureev danser Le Corsaire à la télévision. Ses parents l'inscrivent alors à un cours de claquettes à Novato, mais la petite fille préfère rester après les cours pour regarder les danseurs suivant les stages classiques, ce qui alerte son professeur. Ce dernier conseille donc aux parents de Cynthia de l'inscrire à un véritable cours de danse classique. Elle suit alors l'enseignement de Christine Walton à la Novato School of Ballet, avec d'autres danseurs qui poursuivront une carrière professionnelle (citons par exemple Elizabeth Ashton et Lucette Katerndahl, qui rejoindront elles aussi l'American Ballet Theatre). Là-bas, elle apprend la danse avec la méthode Vaganova, mais reçoit également quelques enseignements tirés de la méthode Cecchetti.
Ses débuts sur scène
Durant sa scolarité, Cynthia Harvey passe une audition pour le Ballet Celeste de San Francisco et est acceptée. Elle retourne cependant rapidement prendre les cours de Christine Walton, dont l'ouverture d'esprit et les méthodes d'enseignement lui paraissent plus adaptées à son tempérament. À l'âge de 12 ans, elle est engagée dans le Marin Civic Ballet, une compagnie locale qui lui permettra d'interpréter le rôle de la Fée Dragée de Casse-noisette, tout en continuant de s'exercer à la Novato School of Ballet.
En 1973, elle quitte sa Californie natale pour rejoindre New York et entrer à la Professional Children's School, où elle ne restera que peu de temps : en juillet 1974, elle est engagée dans le corps de ballet de l'American Ballet Theatre, sous l'impulsion de John Neumeier qui y chorégraphie alors Le Baiser de la Fée. Rapidement, Cynthia Harvey s'impose dans des rôles de demi-solistes (comme les Amies dans Giselle ou La Fille mal gardée), mais sa carrière prend réellement son envol lorsque Rudolf Noureev la remarque et lui fait danser dans Raymonda des rôles habituellement réservés aux étoiles ou aux premiers danseurs.
Sa carrière de danseuse
Malheureusement, elle contracte peu de temps après une mononucléose qui l'oblige à s'éloigner de la scène mais, à son retour, la directrice artistique de l'ABT lui offre de nouveau des rôles de soliste : le pas des Paysans dans Giselle, la Reine des Flocons dans Casse-noisette... Lorsque Mikhaïl Barychnikov est invité par la compagnie en 1978, elle incarne à sa demande la première des Vendeuses de fleurs dans Don Quichotte, qui deviendra son ballet de prédilection. En effet, cette même année, elle est remplaçante sur le rôle principal lorsque l'étoile Marianna Tcherkassky se blesse légèrement lors d'une représentation à Washington : Cynthia Harvey prend sa relève et assume l'intégralité de l'Acte 2, aux côtés d'Anthony Dowell.
L'été suivant, elle est nommée soliste de la compagnie et, en septembre 1979, elle se retrouve de nouveau remplaçante sur Don Quichotte. Or, Natalia Makarova, qui devait incarner Kitri, se blesse et Cynthia a enfin l'occasion d'interpréter un ballet entier sur la scène du Metropolitan Opera de New York. Cette même année, elle est distribuée pour le rôle de Myrta dans Giselle, et part danser au Japon.
En 1980, Natalia Makarova crée sa propre version de La Bayadère (inspirée de celle de 1919, avec l'adjonction de l'Acte 4) dont elle interprétera le rôle principal avec Anthony Dowell, et Cynthia Harvey bataille ferme pour obtenir celui de Gamzatti, malgré son manque d'expérience dans le registre dramatique. La chorégraphe est convaincue, mais la fait travailler dur sur son interprétation de cette femme jalouse et désespérée ; la première du ballet est un succès.
L'aura et la réputation de Cynthia Harvey prennent alors l'ampleur de celles d'une danseuse étoile, bénéficiant beaucoup de l'influence de Mikhaïl Barychnikov, de retour au sein de l'ABT. Il sera son partenaire privilégié, et elle avouera lui devoir beaucoup, tant sur le plan physique que mental. Grâce à ses enseignements, elle part en tournée dans le monde entier et surtout, mûrit suffisamment pour obtenir le rôle d'Odette / Odile dans Le Lac des cygnes : elle l'interprétera pour la première fois au Kennedy Center de Washington, et recevra les félicitations (avec une bouteille de champagne) d'Elizabeth Taylor en personne.
En 1982, elle est nommée étoile de l'American Ballet Theater. Quelques années plus tard, elle danse Roméo et Juliette à Stuttgart, sous la houlette de Marcia Haydée, puis La Belle au bois dormant au Royal Ballet, dirigée par Ninette de Valois et Frederick Ashton.
Postérité
Cynthia Harvey fait ses adieux à la scène à la Saint-Sylvestre 1996, à San Francisco. Depuis, elle se consacre à l'enseignement et dispense ses cours à l'American Ballet Theatre, la Scala de Milan, l'English National Ballet, l'Australian Ballet, ainsi que pour les compagnies nationales de Norvège, Suède, d'Allemagne, et enseigne tout particulièrement à la Royal Ballet School. En 2010, elle est professeur invitée auprès des participants au Concours de danse de Lausanne et, l'année suivante, monte La Belle au bois dormant pour le Ballet National de Chine.
Elle publie un livre théorique : "Physics of dance & Pas de deux".

## Quelques grands rôles
- Don Quichotte : Kitri
- Le Lac des cygnes : Odette / Odile
- La Bayadère : Nikiya, Gamzatti
- La Belle au bois dormant : Aurore
- Roméo et Juliette : Juliette
- Giselle : Giselle, Myrta
- La Sylphide : la Sylphide

## Filmographie
- 1982 : Don Quichotte, avec Mikhaïl Barychnikov et les danseurs de l'American Ballet Theatre